# Svrljiška Topla
Svrljiška Topla (Servisch cyrillisch Сврљишка Топла) is een plaats in de Servische gemeente Knjaževac. De plaats telt 112 inwoners (2002).